# Формула Спирмена-Брауна
Формула Спирмена-Брауна (так же известная как формула предсказания) связывает психометрическую надежность (см. также надёжность психологического теста) с числом вопросов в тесте. Используется для расчета надежности теста после изменения количества вопросов. Метод был независимо опубликован Спирменом и Брауном в 1910 году.

## Вычисление
Ожидаемая надежность вычисляется следующим образом:
{\displaystyle {\rho }_{xx'}^{*}={\frac {N{\rho }_{xx'}}{1+(N-1){\rho }_{xx'}}}}
где N — отношение нового числа заданий к первоначальному, и ρxx надежность исходного теста. Формула предсказывает надежность нового теста, созданного посредством увеличения количества вопросов в N раз. Таким образом, если N=2 число вопросов удваивается. Если N<1 формула предсказывает изменение надежности теста при сокращении количества вопросов.

## Вычисление количества необходимых изменений
Формула может быть преобразована для вычисления числа вопросов, обеспечивающего достижение определенного уровня надежности:
{\displaystyle N={\frac {{\rho }_{xx'}^{*}(1-{\rho }_{xx'})}{{\rho }_{xx'}(1-{\rho }_{xx'}^{*})}}}

## Применение
Формула также полезна для понимания нелинейных отношений между количеством вопросов и надежностью.
Чем ближе значение надежности к единице, тем больше количество вопросов в тесте. 
Если новый вариант теста не является параллельным по отношению к исходному, то предсказание надежности будет неточным. Например, если высоконадежный тест дополнить невалидными вопросами, то рассчитанная надежность будет намного ниже реальной.